# Leichtathletik-Europameisterschaften 2016/200 m der Männer

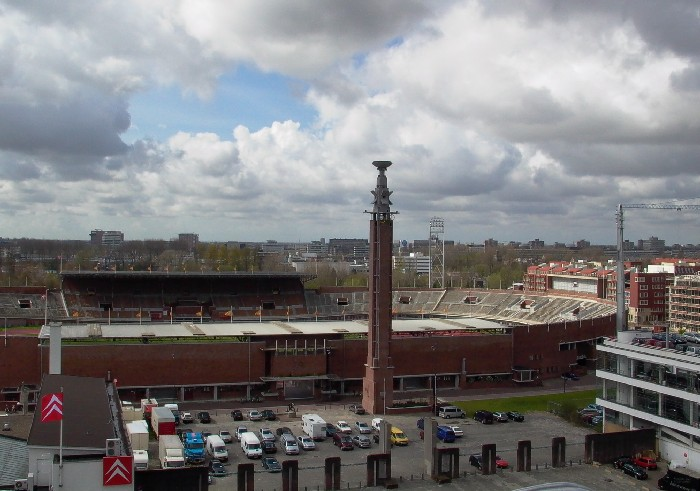
Das Olympiastadion in Amsterdam im Jahr 2005

Der 200-Meter-Lauf der Männer bei den Leichtathletik-Europameisterschaften 2016 wurde am 7. und 8. Juli 2016 im Olympiastadion der niederländischen Hauptstadt Amsterdam ausgetragen.
Europameister wurde der Spanier Bruno Hortelano. Er gewann vor dem Türken Ramil Guliyev. Bronze ging an den Briten Daniel Talbot.

## Rekorde

### Bestehende Rekorde
| Weltrekord           | 19,19 s | Usain Bolt            | 2009, WM Berlin, Deutschland | 20. August 2009    |
| Europarekord         | 19,72 s | Pietro Mennea         | Mexiko-Stadt, Mexiko         | 12. September 1979 |
| Meisterschaftsrekord | 19,85 s | Konstantinos Kenteris | EM München, Deutschland      | 9. August 2002     |

Der bestehende EM-Rekord wurde bei diesen Europameisterschaften nicht erreicht. Allerdings fanden alle Rennen unter zum Teil deutlichen Gegenwindbedingungen statt, sodass die Verbesserung von Rekorden kaum möglich war. Die schnellste Zeit erzielte der im Finale drittplatzierte Brite Daniel Talbot im zweiten Halbfinale mit 20,37 s bei einem Gegenwind von 0,1 m/s, womit er 52 Hundertstelsekunden über dem Rekord blieb. Zum Europarekord fehlten ihm 65 Hundertstelsekunden, zum Weltrekord 1,18 s.

### Rekordverbesserung
Trotz der schwierigen Bedingungen wurde ein neuer Landesrekord aufgestellt:

20,39 s – Bruno Hortelano (Spanien), drittes Halbfinale am 8. Juli bei einem Gegenwind von 1,1 m/s

## Doping
Dieser Wettkampf war von einem Dopingfall betroffen:
Der Ungar Gábor Pásztor, der im dritten Vorlauf Letzter wurde und damit ausschied, wurde nach seinem Rennen bei diesen Europameisterschaften am 7. Juli positiv auf unerlaubte Substanzen getestet. Er erhielt eine vierjährige Sperre bis zum 7. Juni 2020. Sein Resultat von diesen Europameisterschaften wurde annulliert.

## Durchführung
Für diese Disziplin kam zum ersten Mal ein neuer Austragungsmodus zur Anwendung. Die zehn stärksten Athleten der europäischen Jahresbestenliste mussten in der Vorrunde noch nicht antreten, sondern stiegen erst im Halbfinale ein.

## Legende
Kurze Übersicht zur Bedeutung der Symbolik – so üblicherweise auch in sonstigen Veröffentlichungen verwendet:
| NR  | Nationaler Rekord                                                                              |
| DNF | Wettkampf nicht beendet (did not finish)                                                       |
| DSQ | disqualifiziert                                                                                |
| DOP | wegen Dopingvergehens disqualifiziert                                                          |
| IWR | Internationale Wettkampfregeln                                                                 |
| TR  | Technische Regeln                                                                              |
| ‡   | einer der zehn schnellsten Sprinter der Jahresbestenliste (Markierung verwendet im Halbfinale) |

## Vorrunde
Die Vorrunde wurde in drei Läufen durchgeführt. Die ersten drei Athleten pro Lauf – hellblau unterlegt – sowie die darüber hinaus fünf zeitschnellsten Läufer – hellgrün unterlegt – qualifizierten sich für das Halbfinale.

### Vorlauf 1

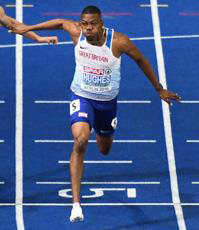
Zharnel Hughes schied als Siebter seines Vorlaufs aus
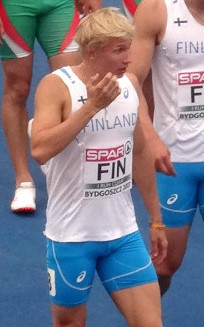
Samuli Samuelsson blieb mit Platz acht im ersten Vorlauf chancenlos

7. Juli 2016, 10:50 Uhr
Wind: −1,1 m/s
| Platz | Name              | Nation         | Zeit (s) |
| ----- | ----------------- | -------------- | -------- |
| 1     | Bruno Hortelano   | Spanien        | 20,55    |
| 2     | Karol Zalewski    | Polen          | 20,69    |
| 3     | Méba-Mickaël Zézé | Frankreich     | 20,84    |
| 4     | Johan Wissman     | Schweden       | 20,96    |
| 5     | Marcus Lawler     | Irland         | 21,06    |
| 6     | Ionuț Neagoe      | Rumänien       | 21,18    |
| 7     | Zharnel Hughes    | Großbritannien | 21,21    |
| 8     | Samuli Samuelsson | Finnland       | 21,36    |

### Vorlauf 2

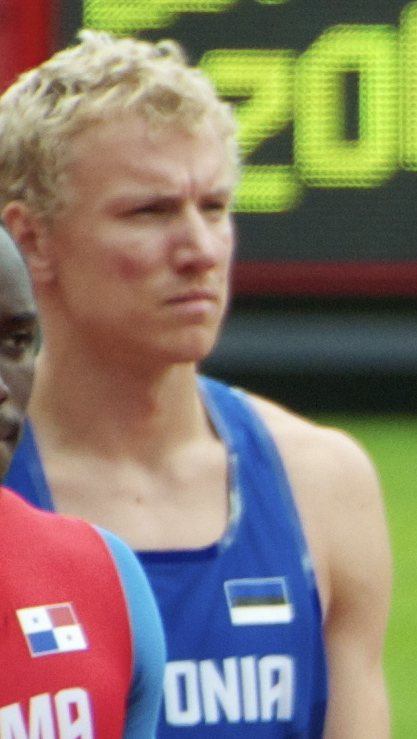
Marek Niit – ausgeschieden als Siebter des zweiten Vorlaufs

7. Juli 2016, 10:57 Uhr
Wind: −1,2 m/s
| Platz | Name            | Nation      | Zeit (s) |
| ----- | --------------- | ----------- | -------- |
| 1     | Alex Wilson     | Schweiz     | 20,80    |
| 2     | Davide Manenti  | Italien     | 20,82    |
| 3     | Ján Volko       | Slowakei    | 21,00    |
| 4     | Hensley Paulina | Niederlande | 21,04    |
| 5     | Robin Erewa     | Deutschland | 21,05    |
| 6     | Witalij Korsch  | Ukraine     | 21,49    |
| 7     | Marek Niit      | Estland     | 21,93    |
| 8     | Mikel De Sa     | Andorra     | 22,74    |

### Vorlauf 3

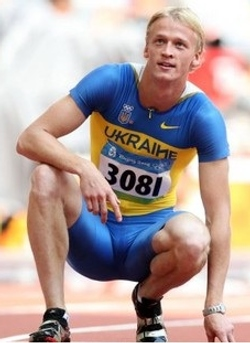
Igor Bodrov verpasste den Einzug in die nächste Runde als Fünfter seines Vorlaufs um sieben Hundertstelsekunden
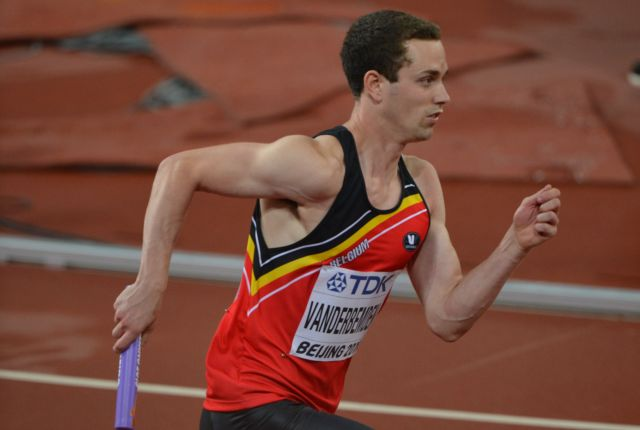
Als Sechster seines Rennens scheiterte Robin Vanderbemden in der Vorrunde
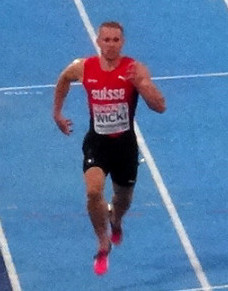
Silvan Wicki – Achter des dritten Vorlaufs und damit ausgeschieden

7. Juli 2016, 11:04 Uhr
Wind: −0,1 m/s
| Platz | Name               | Nation      | Zeit (s) |
| ----- | ------------------ | ----------- | -------- |
| 1     | Solomon Bockarie   | Niederlande | 20,55    |
| 2     | David Lima         | Portugal    | 20,82    |
| 3     | Antonio Infantino  | Italien     | 20,99    |
| 4     | Tom Kling-Baptiste | Schweden    | 21,06    |
| 5     | Igor Bodrov        | Bulgarien   | 21,13    |
| 6     | Robin Vanderbemden | Belgien     | 21,17    |
| 7     | Silvan Wicki       | Schweiz     | 21,41    |
| DOP   | Gábor Pásztor      | Ungarn      | 21,60    |

## Halbfinale
Aus den drei Halbfinalläufen qualifizierten sich die jeweils ersten beiden Athleten – hellblau unterlegt – sowie die darüber hinaus zwei zeitschnellsten Läufer – hellgrün unterlegt – für das Finale.

### Lauf 1

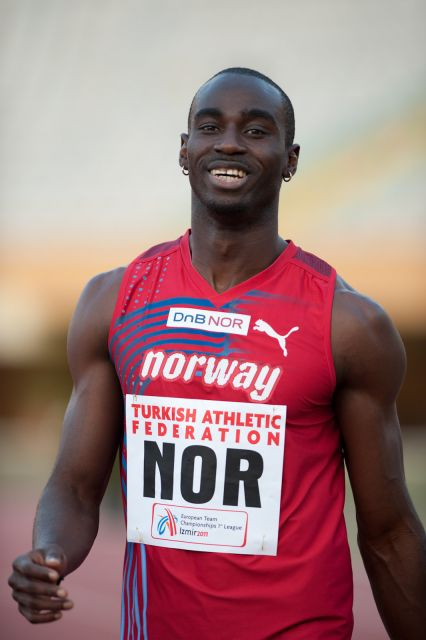
Jaysuma Saidy Ndures dritter Rang im ersten Halbfinale reichte nicht zur Finalteilnahme
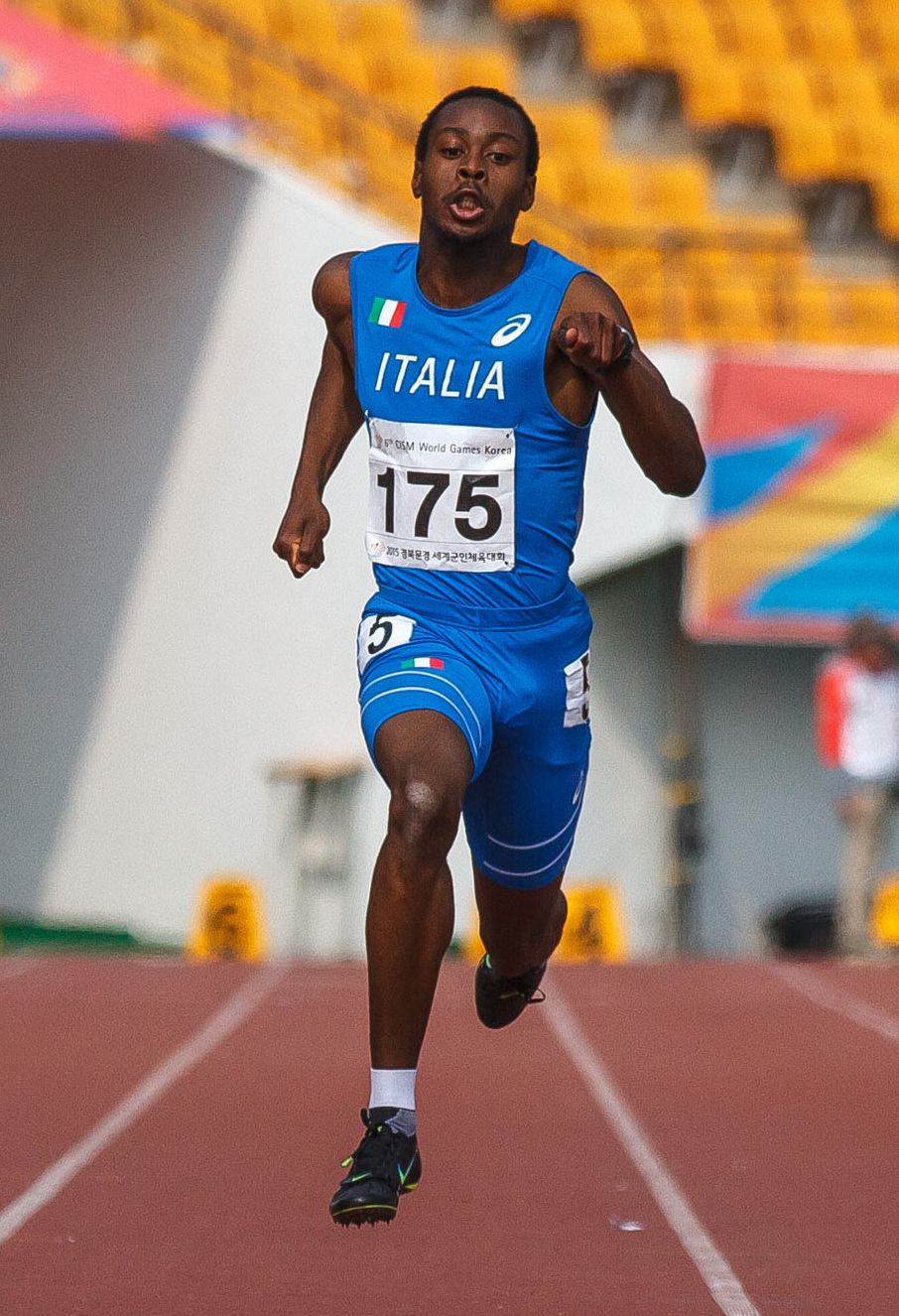
Eseosa Desalu schied als Vierter seines Rennens im Semifinale aus
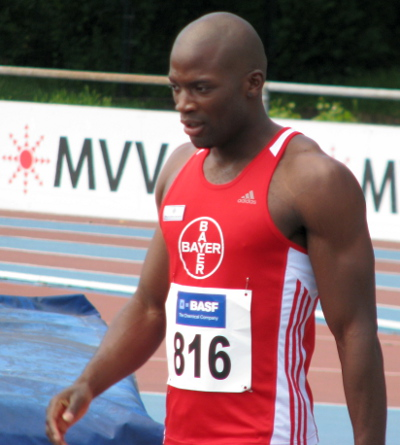
Aleixo Platini Menga hatte mit seiner Zeit von über 21 Sekunden keine Chance, das Finale zu erreichen

8. Juli 2016, 18:50 Uhr
Wind: −1,7 m/s
| Platz | Name                   | Nation      | Zeit (s) |
| ----- | ---------------------- | ----------- | -------- |
| 1     | Ramil Guliyev ‡        | Türkei      | 20,69    |
| 2     | Alex Wilson            | Schweiz     | 20,71    |
| 3     | Jaysuma Saidy Ndure ‡  | Norwegen    | 20,92    |
| 4     | Eseosa Desalu ‡        | Italien     | 20,94    |
| 5     | Aleixo Platini Menga ‡ | Deutschland | 21,06    |
| 6     | Ján Volko              | Slowakei    | 21,28    |
| 7     | Marcus Lawler          | Irland      | 21,33    |
| 8     | Hensley Paulina        | Niederlande | 21,49    |

### Lauf 2

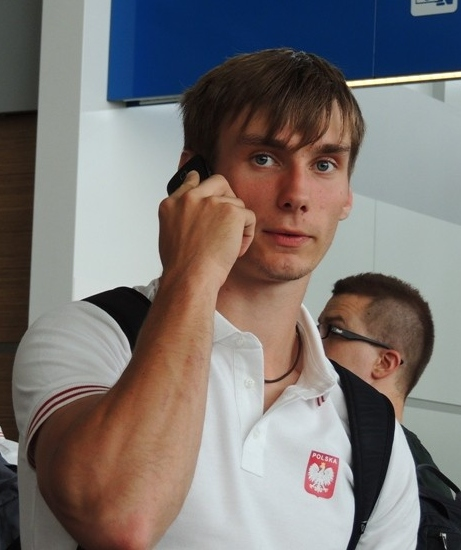
Karol Zalewski – ausgeschieden als Vierter des zweiten Halbfinals
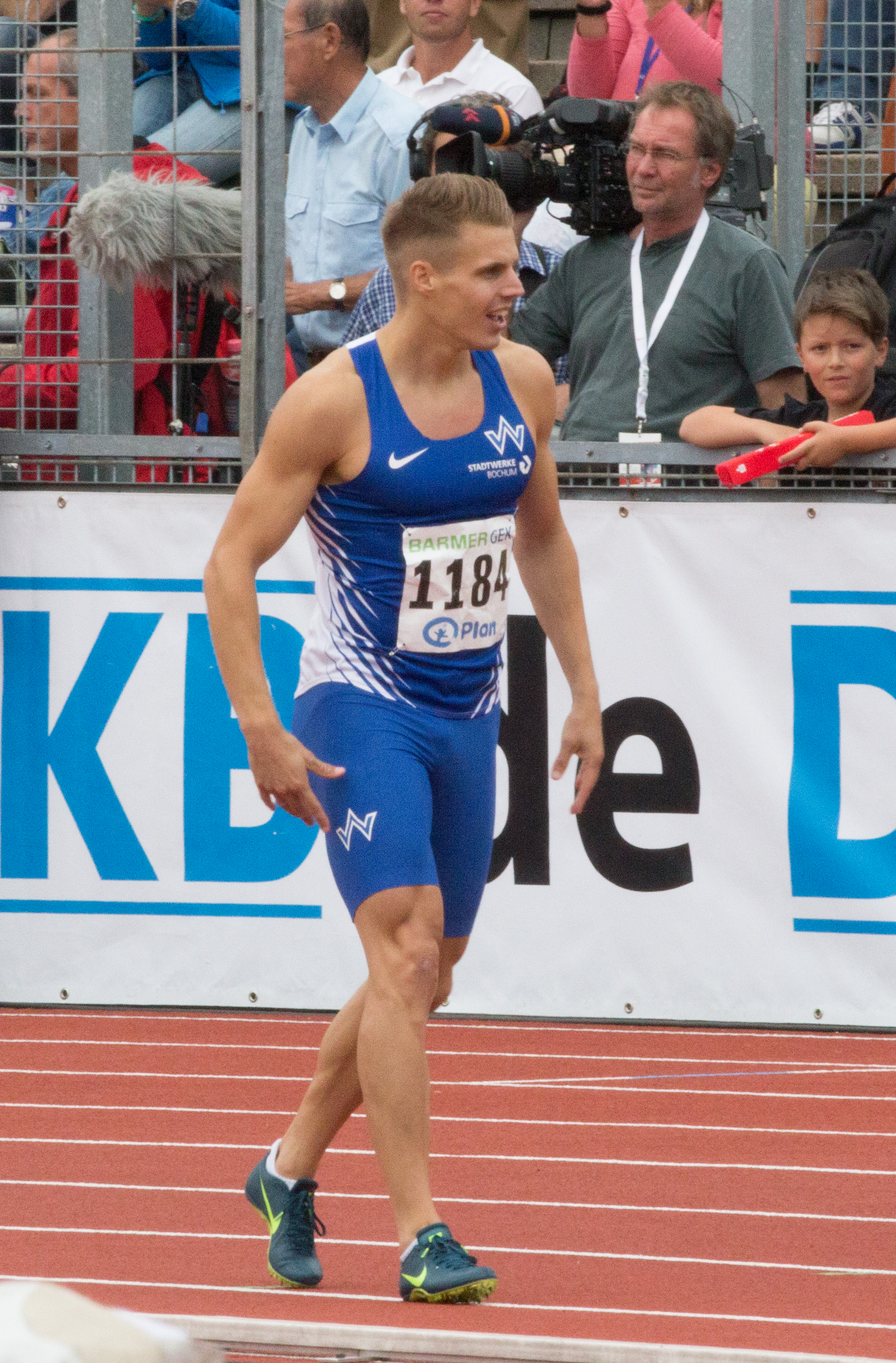
Julian Reus – ausgeschieden als Sechster des zweiten Halbfinals
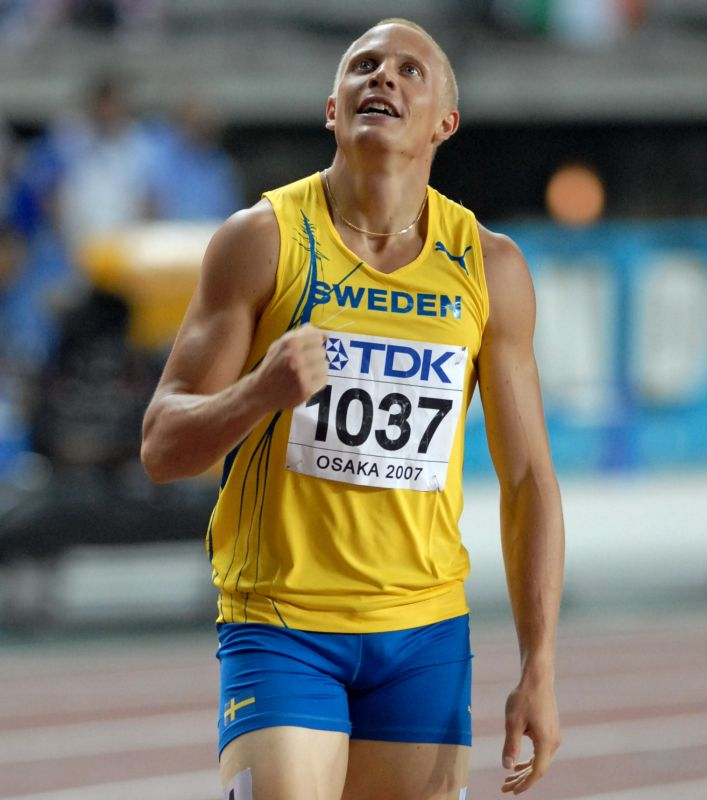
Johan Wissman – nicht im Ziel

8. Juli 2016, 18:58 Uhr
Wind: −0,1 m/s
| Platz | Name               | Nation         | Zeit (s) |
| ----- | ------------------ | -------------- | -------- |
| 1     | Daniel Talbot ‡    | Großbritannien | 20,37    |
| 2     | Churandy Martina ‡ | Niederlande    | 20,44    |
| 3     | Davide Manenti     | Italien        | 20,46    |
| 4     | Karol Zalewski     | Polen          | 20,69    |
| 5     | Méba-Mickaël Zézé  | Frankreich     | 20,81    |
| 6     | Julian Reus ‡      | Deutschland    | 20,83    |
| 7     | David Lima         | Portugal       | 20,86    |
| DNF   | Johan Wissman      | Schweden       |          |

### Lauf 3

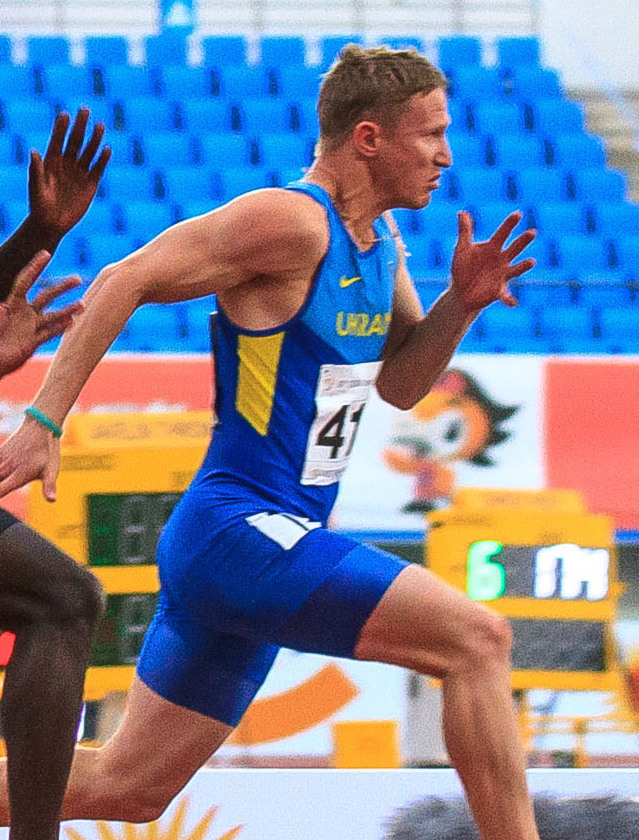
Serhiy Smelyk erreichte als Fünfter seines Halbfinallaufs nicht das Finale
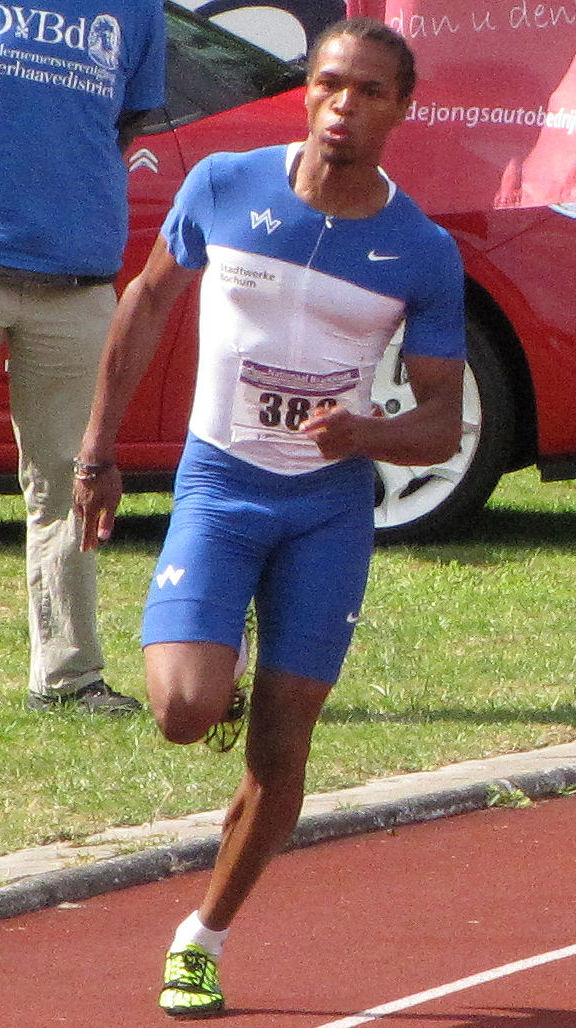
Robin Erewa – Rang sieben in seinem Semifinale und damit ausgeschieden

8. Juli 2016, 19:06 Uhr
Wind: −1,1 m/s
| Platz | Name                          | Nation         | Zeit (s) |
| ----- | ----------------------------- | -------------- | -------- |
| 1     | Bruno Hortelano               | Spanien        | 20,39 NR |
| 2     | Solomon Bockarie              | Niederlande    | 20,39    |
| 3     | Nethaneel Mitchell-Blake ‡    | Großbritannien | 20,46    |
| 4     | Lykourgos-Stefanos Tsakonas ‡ | Griechenland   | 20,48    |
| 5     | Serhiy Smelyk ‡               | Ukraine        | 20,76    |
| 6     | Antonio Infantino             | Italien        | 20,93    |
| 7     | Robin Erewa                   | Deutschland    | 20,98    |
| 8     | Tom Kling-Baptiste            | Schweden       | 21,34    |

## Finale

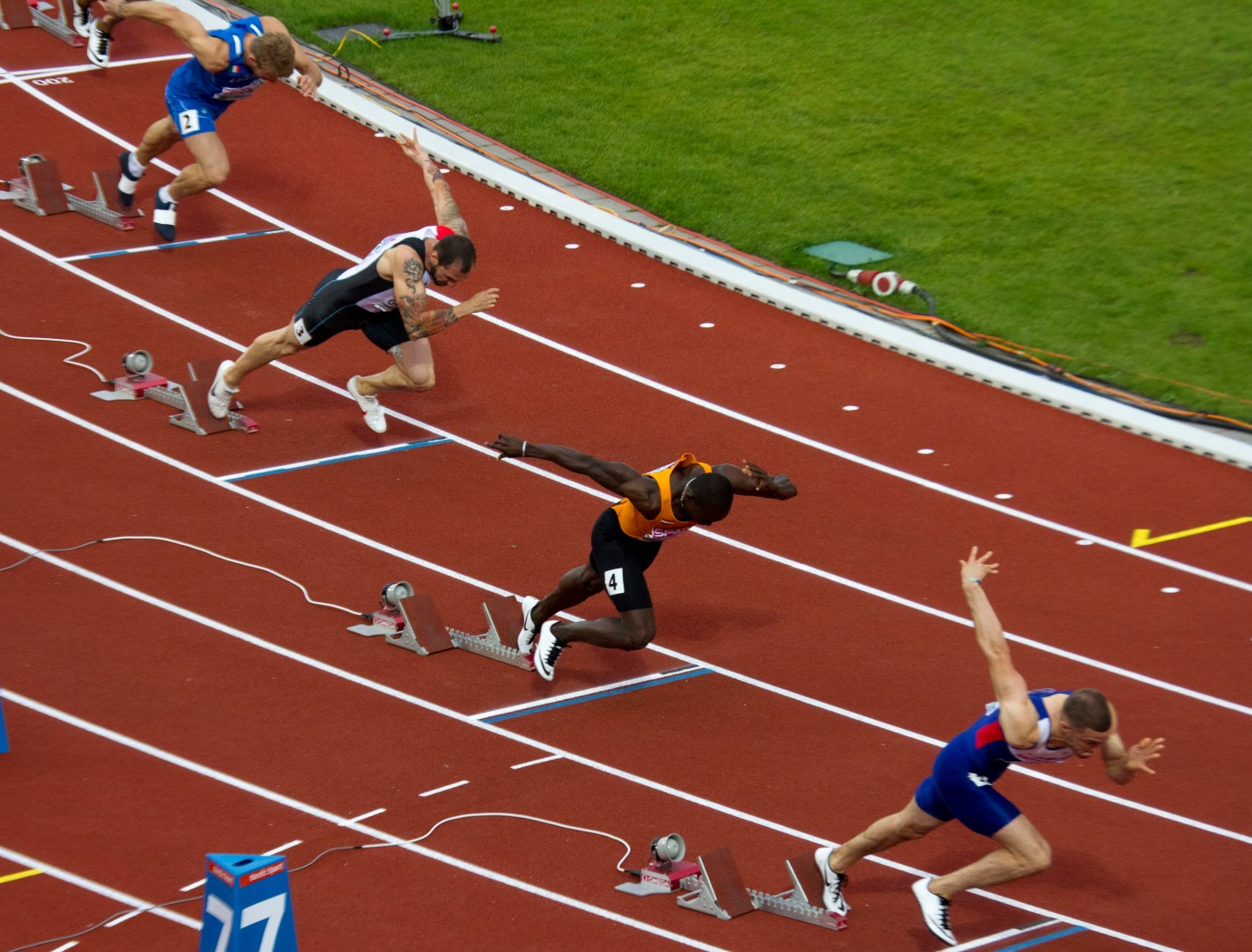
Start des 200-Meter-Finals

Churandy Martina hatte das Ziel als Erster passiert, wurde jedoch nachträglich disqualifiziert, weil er die Begrenzung seiner Bahn übertreten hatte.
8. Juli 2016, 20:35 Uhr
Wind: −0,9 m/s
| Platz | Name                     | Nation         | Zeit (s)                           |
| ----- | ------------------------ | -------------- | ---------------------------------- |
| 1     | Bruno Hortelano          | Spanien        | 0020,45                            |
| 2     | Ramil Guliyev            | Türkei         | 0020,51                            |
| 3     | Daniel Talbot            | Großbritannien | 0020,56                            |
| 4     | Solomon Bockarie         | Niederlande    | 0020,56                            |
| 5     | Nethaneel Mitchell-Blake | Großbritannien | 0020,60                            |
| 6     | Davide Manenti           | Italien        | 0020,66                            |
| 7     | Alex Wilson              | Schweiz        | 0020,70                            |
| DSQ   | Churandy Martina         | Niederlande    | IWR 163, TR17.3.1 – Bahnübertreten |

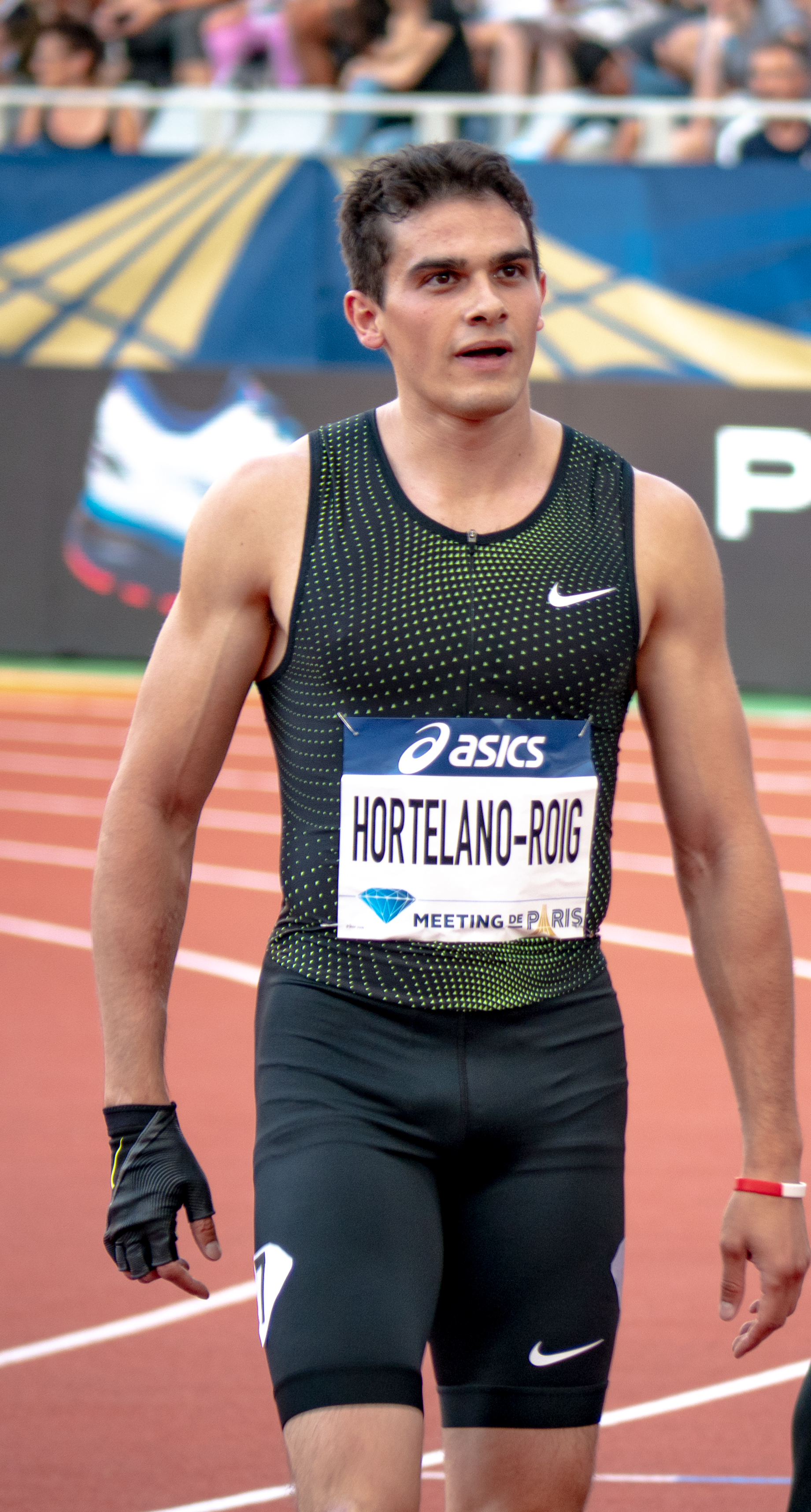
Überraschungseuropameister Bruno Hortelano
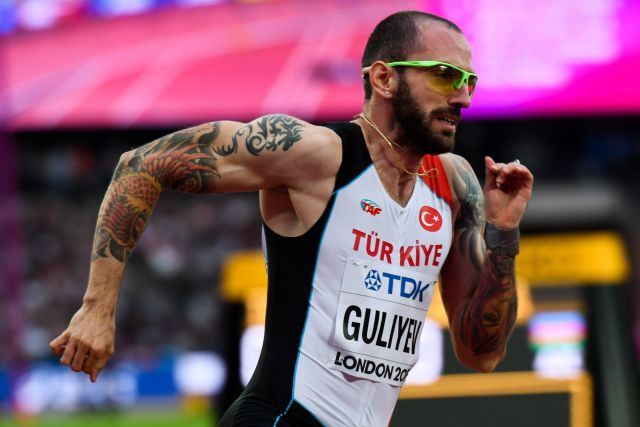
Vizeeuropameister Ramil Guliyev
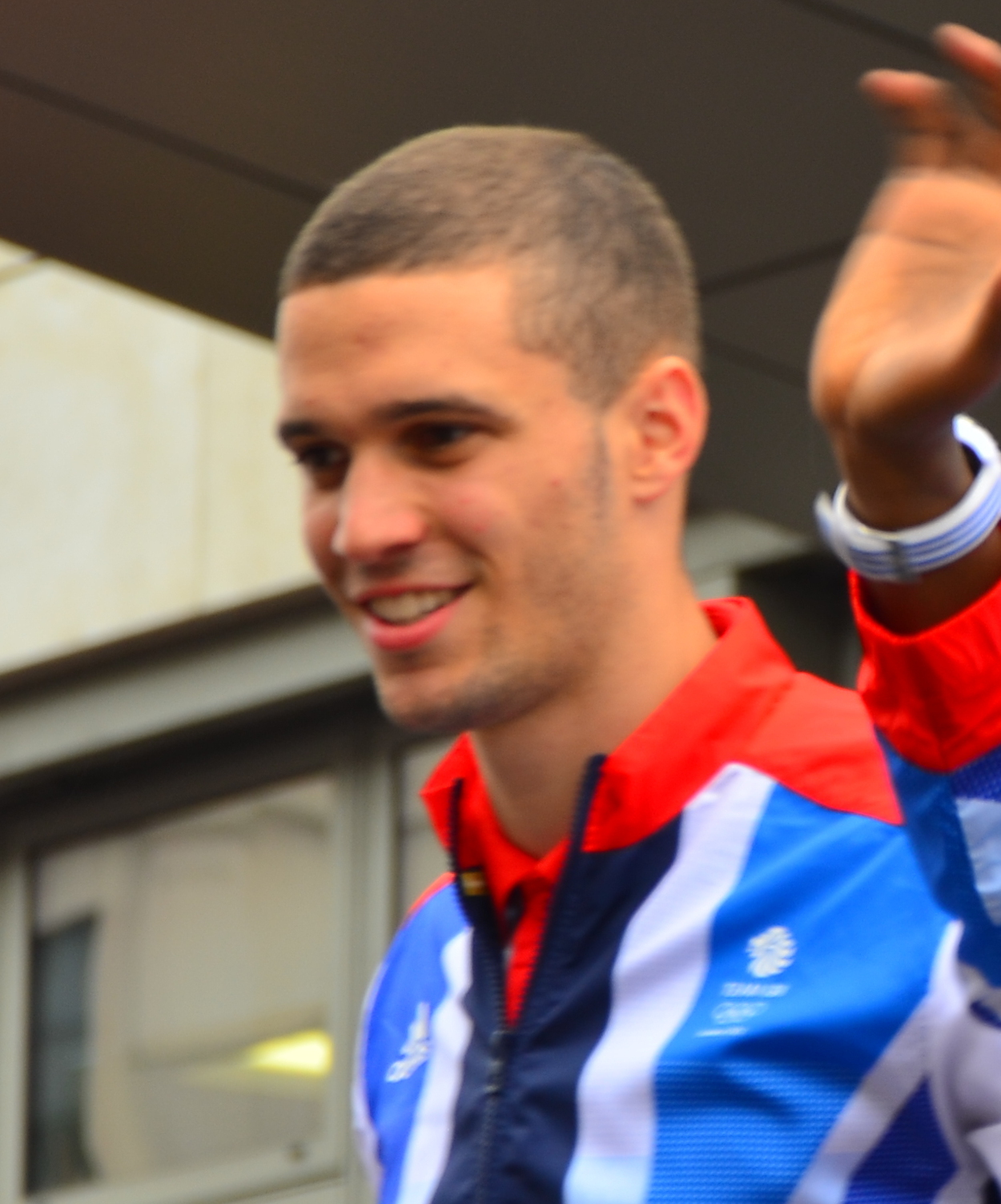
Bronzemedaillengewinner Daniel Talbot
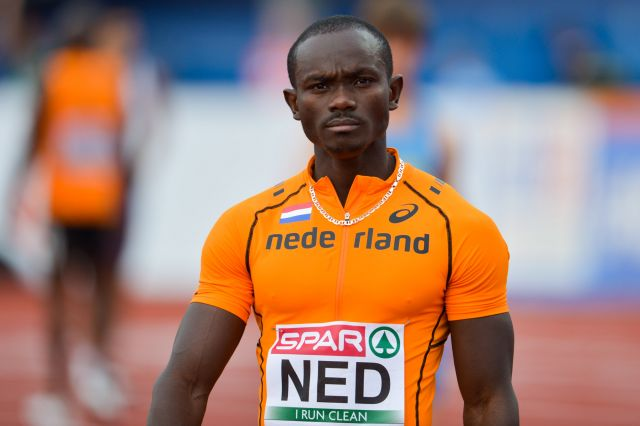
Am Tag nach seinem siebten Rang über 100 Meter wurde Solomon Bockarie Vierter

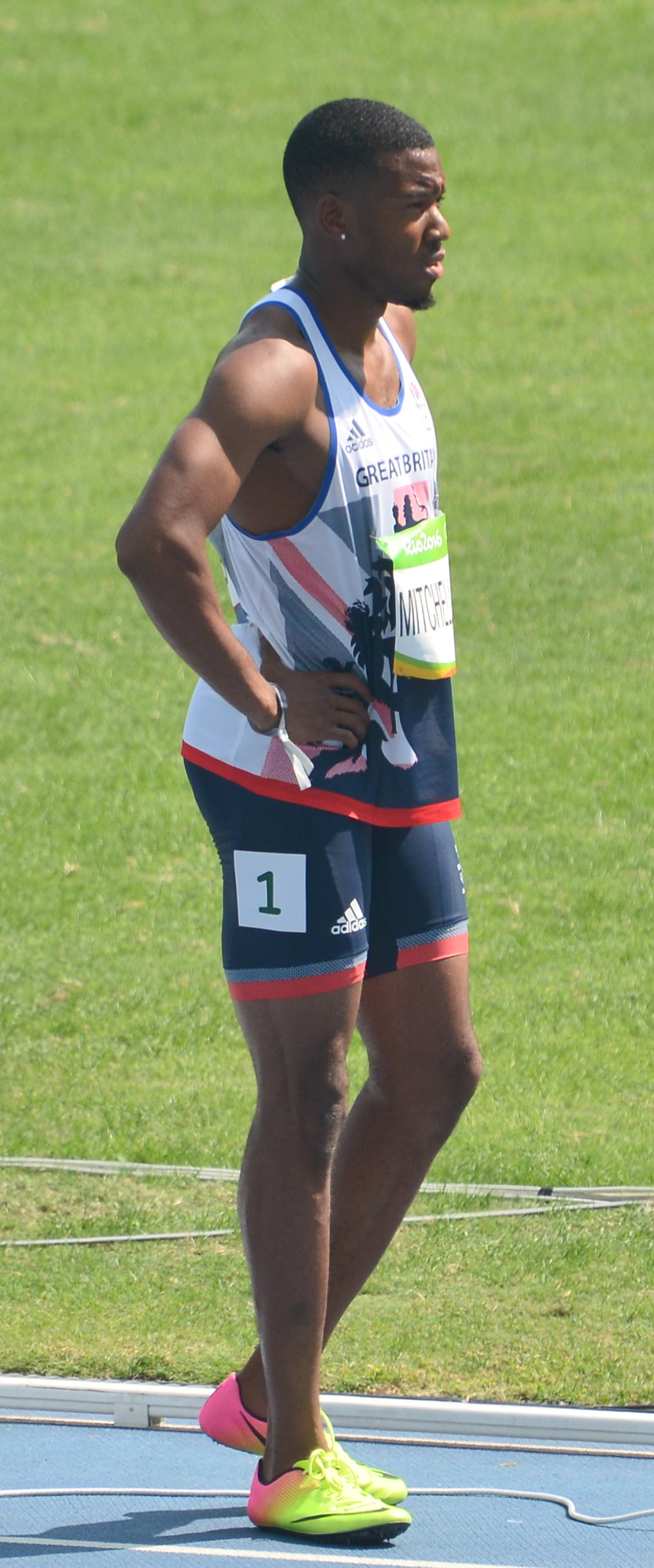
Nethaneel Mitchell-Blake erreichte Platz fünf
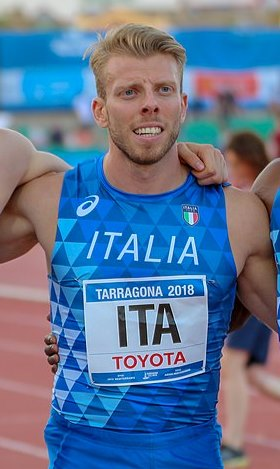
Davide Manenti kam auf den sechsten Platz
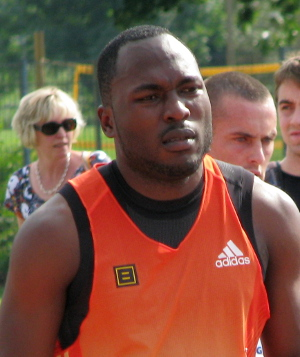
Alex Wilson belegte Rang sieben
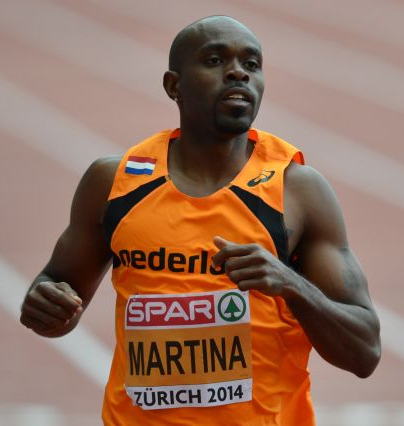
Churandy Martina – als Erster im Ziel – wurde wegen Bahnübertretung disqualifiziert

## Videolink
- 200m Men's Final - European Athletics Championships 2016, youtube.com, abgerufen am 22. Februar 2020